# 丸川誠司
丸川 誠司（まるかわ せいじ）は、日本の仏文学者。専門はフランス現代詩など。早稲田大学教育学部複合文化学科教授。

## 人物・経歴
東京外国語大学外国語学部フランス語科卒業。パリ第8大学文学博士（Doctorat ès lettres）。早稲田大学教育学部助教授を経て、同教授。専門はフランス現代詩、思想、近代美術、翻訳論。

## 著書
- "La saisie de la matière dans la poésie d'André du Bouchet, Jacques Dupin et Philippe Jaccottet" Atelier national de reproduction des thèsis 1997年
- 『トーム・アン』第三書房 2005年
- "Poésie, savoir, pensée : huit études : essai" Tituli 2015年
- "Le lien des muses : essai sur l'intraduisibilité de la poésie" tituli 2020年
- 『トーム・アン・ビス』第三書房 2021年
- 『ジャック・デュパン、断片の詩学』水声社 2022年

## 翻訳
- ミシェル・ドゥギー著『愛着 : ミシェル・ドゥギー選集』書肆山田 2008年
- ジャック・デュパン, ジャン=ミシェル・レイ, レジナルド・マクギニス著『詩と絵画 : ボードレール以降の系譜』未知谷 2011年